# Mabule
Mabule est une émission de télévision suisse romande pour la jeunesse diffusée sur RTS Deux.

## Histoire
Au départ, Mabule s'appelait Les Zap et ensuite Zavévu et en 2008 Mabule.

## Dessins animés diffusés
- Animalia
- Cédric
- Esprit fantômes
- Garfield et Cie
- Gaston Lagaffe
- Hé Arnold !
- Jackie Chan
- L'ours Benjamin
- La Petite Géante
- Les 101 Dalmatiens, la série
- Les Daltons
- Les Minijusticiers
- Les Pingouins de Madagascar
- Les petites poules
- Pat et Stanley
- Piggly et ses amis
- Pokémon
- Redwall
- SamSam
- Samson et Néon
- Tarmac Micmac
- Titeuf

## Habillage de Mabule
En 2008, Zep réalise l'habillage de Mabule.
En 2012, Kaj, Fred, Mathieu, Flochon, Denis, Paul, Mattheo et Nico et beaucoup d'autres travaillent sur les nouveaux habillages graphiques